# ОТ бенд
ОТ је био српски музички бенд основан 2009. године у Београду. Формирала су га четири учесника такмичења Операција Тријумф, Вукашин Брајић, Ђорђе Гогов, Никола Пауновић и Никола Сарић. Били су познати и као „ОТ рокери” због тога што су стварали рок музику.
Бенд је учествовао 2009. године на Беовизији са песмом Благослов за крај, коју је написао и продуцирао Universal Music Group, а освојили су друго место.

## Историјат групе
Музичко такмичење Операција тријумф почело је 29. септембра 2008. године и на њему су учествовали такмичари из свих земаља бивше СФРЈ осим Словеније. Четири од шеснаест такмичара били су Вукашин Брајић, Ђорђе Гогов, Никола Пауновић и Никола Сарић. Током емисије, Брајић, Гогов, Пауновић и Сарић су препознати као рок музичари и проглашени су за „ОТ рокере”. Професор певања Мирко Вукомановић, познати српски музички продуцент, рекао је да су Брајић и Сарић веома добри гитаристи, најбољи на такмичењу.
Гогов и Пауновић нису свирали ниједан инструмент, али су запажени по афирмацији рок музике и добром извођењу. Изводили су само рок песме, које су оригинално свирали познати рок уметници, као што су Нирвана, Queen, Били Ајдол, Лени Кравиц, AC/DC, Брајан Адамс, Бијело дугме и други. Ипак, нико од њих није победио. Гогов је искључен на деветој свечаној приредби, а Брајић га је престигао на телефонском гласању. Пауновићје избачен на десетој гала приредби, изгубивши од Хрватице Ане Бебић, док је Сарић искључен на једанаестој гала приредби, изгубивши од Брајића. Брајић је био финалиста емисије.
Један од чланова жирија ОТ, хрватски музичар Тончи Хуљић, рекао је да Брајића, Гогова, Пауновића и Шарића види у рок бенду. Нико од њих није сматрао да је то добра идеја, осим Пауновића сви су желели соло каријеру. По завршетку Операције тријумф, скоро сви такмичари су изразили жељу да учествују на Песми Евровизије; Брајић, Гогов, Пауновић и Сарић су се коначно ујединили у рок бенд и потврдили да учествују на Беовизији 2009. године, где су заузели друго место.
У јануару 2009. група је званично формирана. Гогов је у интервјуу за Блиц који је објављен 17. фебруара 2009. рекао да је у почетку за идеју оснивања бенда био само Пауновић, али да су се остали убрзо предомислили.
Њихову песму Благослов за крај продуцирао је и написао Universal Music Group. Истакли су да су постали добри пријатељи и да им је драго да су у бенду. Брајић је рекао да публика не треба да очекује дечачки бенд као што је Backstreet Boys, већ рок бенд.
У фебруару 2009. године свирали су као предгрупа Џејмсу Бланту у Београду.

## Дискографија

### Синглови
- Благослов за крај (са Kayom) (2009)[12]
- Стрпи се још мало (2009)
- Заборави (са Каролином Гочевом) (2009)